# Eka (Chemie)
Das Präfix Eka (von Sanskrit एक eka „eins“) wurde zur Bezeichnung noch nicht entdeckter chemischer Elemente im Periodensystem verwendet.
Ein gesuchtes Element bekam provisorisch den Namen eines bereits bekannten Elements zusammen mit dem Präfix Eka, wenn es eine Periode unterhalb des bekannten Elements stand. 
Der russische Chemiker Dmitri Mendelejew sagte 1871 die Existenz von drei Elementen voraus, weil sie entsprechende Lücken in seinem Periodensystem ausfüllen würden. Aus diesem Grunde führte er das Präfix Eka ein und benannte die drei von ihm postulierten Elemente nach diesem Prinzip. Dabei bezog er sich auf die Periodeneinteilung in seinem 1871 veröffentlichten Kurzperiodensystem:
- Eka-Aluminium wurde 1875 von Paul Émile Lecoq de Boisbaudran entdeckt und nach seinem Heimatland Frankreich (lat. Gallia) Gallium genannt.
 Die zu füllende Lücke findet sich mit dem Eintrag „– = 68“ in Gruppe III und Reihe 5 des Kurzperiodensystems unterhalb des Aluminiums (siehe Abbildung). Auch in der heutigen Form des Periodensystems steht Gallium eine Periode unter Aluminium.
- Eka-Bor wurde 1879 von Lars Fredrik Nilson entdeckt und nach seiner Heimat Skandinavien Scandium genannt.
 Die zu füllende Lücke findet sich mit dem Eintrag „– = 44“ in Gruppe III und Reihe 4 des Kurzperiodensystems unterhalb des Bor. In der heutigen Form des Periodensystems liegt stattdessen Aluminium unter Bor.
- Eka-Silicium wurde 1886 von Clemens Winkler entdeckt und nach seinem Heimatland Deutschland (lat. Germania) Germanium genannt.[1] Die zu füllende Lücke findet sich mit dem Eintrag „– = 72“ in Gruppe IV und Reihe 5 des Kurzperiodensystems unterhalb des Siliziums. Auch in der heutigen Form des Periodensystems steht Germanium eine Periode unter Silicium.

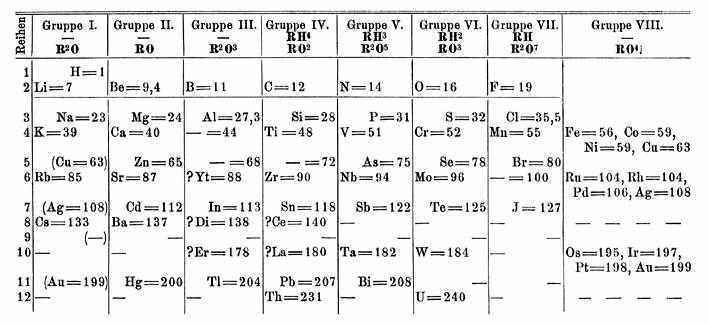
Mendelejews Periodensystem von 1871

Später richtete sich die Benennung nach der Periodeneinteilung des modernen Periodensystems. Heute werden anstelle der Präfixe Eka und Dwi systematische Elementnamen nach der Kernladungszahl für noch nicht benannte Elemente verwendet.